# John Suazo
John Paul Suazo Caballero (San Pedro Sula, Departamento de Cortés, Honduras, 7 de octubre de 1995) es un futbolista hondureño. Juega en la posición de volante ofensivo. Actualmente juega en el Club Deportivo Choloma de la Liga Nacional de Fútbol de Honduras.

## Trayectoria
Llegó al Club Deportivo Marathón con 16 años e inmediatamente comenzó a jugar con las categorías inferiores del mismo, además se destacó como una de las promesas a futuro del club. Para el Apertura 2013, y a petición del técnico Carlos Martínez Pineda, Suazo es promovido al plantel de primera división sin tener actividad. 
El entrenador uruguayo Manuel Keosseian lo hizo debutar profesionalmente contra Platense Fútbol Club el 19 de enero de 2014, en la derrota de su equipo por 0-1 en el Estadio Excelsior de Puerto Cortés. Es destacable que durante el torneo en que debutó fue subcampeón de la Liga Nacional de Honduras.

## Selección nacional
En 2014 fue convocado a la Selección de fútbol sub-20 de Honduras para un duelo amistoso ante El Salvador. Sin embargo no pudo unirse al combinado debido a un problema con su pasaporte. El 30 de abril de 2015 se anunció que había sido convocado para disputar la Copa Mundial de Fútbol Sub-20 de 2015 en Nueva Zelanda.

### Participaciones en Copas del Mundo
| Mundial                     | Sede          | Resultado      |
| --------------------------- | ------------- | -------------- |
| Copa Mundial Sub-20 de 2015 | Nueva Zelanda | Fase de Grupos |

## Clubes
| Club          | País     | Año         |
| ------------- | -------- | ----------- |
| Marathón      | Honduras | 2013 - 2018 |
| Olimpia       | Honduras | 2018 - 2020 |
| Marathón      | Honduras | 2020 - 2022 |
| Real Sociedad | Honduras | 2022        |
| Juticalpa FC  | Honduras | 2022        |
| Oro Verde     | Honduras | 2024 - Act. |

## Palmarés

### Campeonatos nacionales
| Título           | Club     | País     | Año  |
| ---------------- | -------- | -------- | ---- |
| Copa de Honduras | Marathón | Honduras | 2017 |

## Accidente de tránsito
El 2 de enero de 2016, mientras se conducía en su camioneta Ford F-150 por la autopista CA-13, tuvo un accidente automovilístico en el sector de Las Camelias, en San Francisco, Atlántida. Al automóvil se le explotó una llanta, perdió la dirección y se fue a estrellar contra unas palmeras, pero el jugador logró sobrevivir. Fue llevado a la clínica Santa Ana en Atlántida. Desafortunadamente, la persona que lo acompañaba, su amigo Eloy Alexander Bernárdez Connor, falleció producto de las fuertes heridas y golpes que recibió.